# 강근식
강근식(1960년 1월 5일 ~ )은 대한민국 경상남도의회 의원이다.

## 학력
- 통영동중학교
- 통영동원고등학교
- 한국방송통신대학교 경영학과 졸업

## 경력
- 한국방송통신대학교 경상남도 총학생회장 역임
- 한나라당 경상남도당 통영시/고성군 지역위원회 청년위원장
- 통영시 여성정책발전위원회 부위원장
- 2006.07 ~ 2010.06: 제5대 통영시의회 의원
- 2014.07 ~ 2018.04: 제7대 통영시의회 의원
- 2018년 7월 1일 ~ 2022년 6월 30일 : 제11대 경상남도의회 의원

## 역대 선거 결과
|  | 20.23% |

|  | 17.45% |

|  | 29.15% |

|  | 43.1% |